# Ángel Liciardi
Ángel Luis Liciardi (* Armstrong, Provincia de Santa Fe, Argentina, 2 de marzo de 1946) es un exfutbolista argentino nacionalizado ecuatoriano que jugaba de delantero. Su último club fue el Barcelona de la Primera División de Ecuador
Es considerado el máximo ídolo del Club Deportivo Cuenca.
Hijos: Martin Liciardi y Valeria Liciardi.

## Trayectoria
Su carrera empezó cuando fue a Newell's Old Boys. Ahí jugó en las divisiones menores y en 1968 debutó en Primera División jugando para Belgrano de Córdoba. En 1970 pasó al Emelec de Ecuador. 
En 1972 fue fichado por el Deportivo Cuenca y ahí vivió la mejor etapa en su carrera. Se nacionalizó ecuatoriano en 1973. Con el equipo cuencano no pudo salir campeón pero salió goleador del fútbol ecuatoriano en 1972 (se tomó en cuenta los goles de la Serie B), 1974, 1975 y 1976 (24, 19, 36 y 35 respectivamente). 
En 1975 implantó el récord de más goles en una temporada en el fútbol ecuatoriano con 36, hasta que fue batido por Jaime Iván Kaviedes en 1998. En 1977 el Deportivo Cuenca sufrió un bajón futbolístico y tras la salida del director técnico, él se hizo cargo. En 1978 pasó al Barcelona Sporting Club, donde terminó su carrera futbolística.

## Selección nacional
Ha sido internacional con la Selección de fútbol de Ecuador en 9 ocasiones. Su debut fue el 20 de octubre de 1976 ante la Selección de Uruguay en un partido amistoso.

### Participaciones internacionales
- Eliminatorias al Mundial Argentina 1978.

## Clubes
| Club                | País      | Año       |
| ------------------- | --------- | --------- |
| Belgrano de Córdoba | Argentina | 1968-1969 |
| Emelec              | Ecuador   | 1970-1971 |
| Deportivo Cuenca    | Ecuador   | 1972-1977 |
| Barcelona           | Ecuador   | 1978      |

## Palmarés

### Distinciones individuales
| Distinción                        | Club             | País    | Año  | Goles |
| --------------------------------- | ---------------- | ------- | ---- | ----- |
| Goleador de la Serie B de Ecuador | Deportivo Cuenca | Ecuador | 1972 | 24    |
| Goleador de la Serie A de Ecuador | Deportivo Cuenca | Ecuador | 1974 | 19    |
| Goleador de la Serie A de Ecuador | Deportivo Cuenca | Ecuador | 1975 | 36    |
| Goleador de la Serie A de Ecuador | Deportivo Cuenca | Ecuador | 1976 | 35    |

- Datos: Q4025188